# Championnat de Colombie de football 1957
Navigation
Saison précédente Saison suivante
La saison 1957 du Championnat de Colombie de football est la dixième édition du championnat de première division professionnelle en Colombie. Le championnat se déroule en deux phases : une phase régulière au sein d'une poule unique où toutes les équipes se rencontrent, une deuxième phase où les équipes sont réparties en deux poules et dont les deux premiers se qualifient pour la finale de phase. Enfin, la finale nationale voit s'affronter le vainqueur de chacune des deux phases. Il n'y a ni promotion, ni relégation en fin de saison.
C'est l'Independiente Medellin qui remporte la compétition, après avoir battu lors de la finale nationale le Cucuta Deportivo. C'est le deuxième titre de champion de l'histoire du club après celui remporté en 1955.
Le CD Libertad Barranquilla déclare forfait pour cette saison, il y a donc 12 équipes inscrites en championnat.

## Les clubs participants
| - Independiente Santa Fe - Independiente Medellin - CD Los Millonarios - Boca Juniors de Cali - Deportes Tolima - Atlético Bucaramanga | - Unión Magdalena - Atlético Nacional - Deportivo Pereira - América de Cali - Cucuta Deportivo - Deportes Quindio |

## Compétition
Le barème utilisé pour établir les différents classements est le suivant :
- Victoire : 2 points
- Match nul : 1 point
- Défaite : 0 point

### Première phase

#### Classement
| Rang | Équipe                 | Pts | J  | G  | N | P  | Bp | Bc | Diff |
| ---- | ---------------------- | --- | -- | -- | - | -- | -- | -- | ---- |
| 1    | Independiente Medellín | 36  | 22 | 16 | 4 | 2  | 69 | 31 | +38  |
| 2    | Boca Juniors de Cali   | 29  | 22 | 12 | 5 | 5  | 43 | 26 | +17  |
| 3    | Deportes QuindíoT      | 24  | 22 | 10 | 4 | 8  | 34 | 30 | +4   |
| 4    | Deportivo Pereira      | 24  | 22 | 9  | 6 | 7  | 42 | 51 | -9   |
| 5    | Cúcuta Deportivo       | 22  | 22 | 7  | 8 | 7  | 37 | 38 | -1   |
| 6    | Unión Magdalena        | 21  | 22 | 7  | 7 | 8  | 32 | 32 | 0    |
| 7    | Independiente Santa Fe | 21  | 22 | 7  | 7 | 8  | 52 | 52 | 0    |
| 8    | Deportes Tolima        | 20  | 22 | 7  | 6 | 9  | 41 | 47 | -6   |
| 9    | América de Cali        | 19  | 22 | 8  | 3 | 11 | 39 | 46 | -7   |
| 10   | Atlético Nacional      | 17  | 22 | 6  | 5 | 11 | 31 | 41 | -10  |
| 11   | Atlético Bucaramanga   | 16  | 22 | 6  | 4 | 12 | 28 | 37 | -9   |
| 12   | CD Los Millonarios     | 15  | 22 | 4  | 7 | 11 | 25 | 42 | -17  |

|  | Qualifié pour la finale nationale et reversé dans le groupe A du tournoi Hexagonal |
|  | Reversé dans le groupe A du tournoi Hexagonal                                      |
|  | Reversé dans le groupe B du tournoi Hexagonal                                      |
|  | T: Tenant du titre                                                                 |

#### Matchs
| Résultats (▼dom., ►ext.) | AME | BJC | BUC | CUC | MAG | MED | MIL | NAL | PER | QUI | SFE | TOL |
| América de Cali          |     | 1-4 | 3-2 | 3-2 | 1-0 | 1-2 | 0-2 | 4-1 | 2-1 | 4-0 | 5-5 | 1-0 |
| Boca Juniors de Cali     | 3-0 |     | 1-0 | 2-2 | 2-0 | 2-2 | 2-0 | 3-1 | 2-2 | 1-0 | 3-0 | 2-2 |
| Bucaramanga              | 3-1 | 1-0 |     | 2-0 | 0-0 | 0-4 | 2-2 | 0-1 | 2-1 | 2-3 | 1-1 | 0-1 |
| Cúcuta Deportivo         | 2-1 | 2-2 | 3-1 |     | 3-2 | 0-0 | 3-1 | 2-1 | 0-0 | 4-5 | 2-1 | 3-1 |
| Unión Magdalena          | 4-2 | 0-2 | 1-2 | 0-0 |     | 2-0 | 1-1 | 3-1 | 3-0 | 0-0 | 1-2 | 3-1 |
| Independiente Medellín   | 3-1 | 2-1 | 3-2 | 4-2 | 6-1 |     | 4-1 | 1-2 | 8-1 | 2-1 | 9-5 | 4-3 |
| CD Los Millonarios       | 2-2 | 1-0 | 3-4 | 2-2 | 1-3 | 1-3 |     | 1-1 | 1-1 | 0-1 | 1-1 | 1-2 |
| Atlético Nacional        | 2-1 | 0-3 | 2-2 | 0-0 | 1-2 | 0-2 | 3-0 |     | 2-3 | 0-0 | 3-4 | 5-3 |
| Deportivo Pereira        | 4-3 | 2-1 | 1-0 | 3-2 | 3-3 | 2-6 | 3-0 | 1-0 |     | 2-1 | 4-1 | 4-4 |
| Deportes Quindío         | 1-1 | 0-1 | 1-0 | 1-1 | 2-1 | 1-2 | 0-1 | 3-1 | 5-0 |     | 3-2 | 1-2 |
| Independiente Santa Fe   | 2-0 | 6-1 | 4-2 | 4-1 | 0-0 | 1-1 | 2-3 | 1-2 | 3-3 | 1-2 |     | 4-3 |
| Deportes Tolima          | 1-2 | 2-5 | 1-0 | 2-1 | 2-2 | 1-1 | 2-0 | 2-2 | 2-1 | 2-3 | 2-2 |     |

### Deuxième phase

#### Groupe A
| Rang | Équipe                 | Pts | J  | G | N | P | Bp | Bc | Diff |
| ---- | ---------------------- | --- | -- | - | - | - | -- | -- | ---- |
| 1    | Independiente Medellín | 12  | 10 | 5 | 2 | 3 | 24 | 16 | +8   |
| 2    | Deportivo Pereira      | 12  | 10 | 5 | 2 | 3 | 23 | 18 | +5   |
| 3    | Deportes Tolima        | 12  | 10 | 4 | 4 | 2 | 22 | 19 | +3   |
| 4    | Deportes Quindío       | 10  | 10 | 2 | 6 | 2 | 18 | 18 | 0    |
| 5    | Atlético Nacional      | 9   | 10 | 3 | 3 | 4 | 17 | 16 | +1   |
| 6    | Unión Magdalena        | 5   | 10 | 0 | 5 | 5 | 10 | 27 | -17  |

|  | Participation à la poule de barrage |
|  | T: Tenant du titre                  |

| Résultats (▼dom., ►ext.) | MAG | MED | NAL | PER | QUI | TOL |
| Unión Magdalena          |     | 0-3 | 0-0 | 2-2 | 1-1 | 1-4 |
| Independiente Medellín   | 5-0 |     | 2-1 | 5-3 | 0-2 | 3-5 |
| Atlético Nacional        | 3-0 | 1-1 |     | 3-2 | 1-3 | 3-1 |
| Deportivo Pereira        | 4-1 | 2-0 | 2-1 |     | 2-1 | 1-1 |
| Deportes Quindío         | 4-4 | 2-2 | 2-2 | 0-3 |     | 3-3 |
| Deportes Tolima          | 1-1 | 0-3 | 3-2 | 4-2 | 0-0 |     |

#### Poule de barrage
L'Independiente Medellin, le Deportivo Pereira et le Deportes Tolima ayant terminé à égalité de points en tête du classement, une poule de barrage entre les trois équipes est mise en place.
| Rang | Équipe                 | Pts | J | G | N | P | Bp | Bc | Diff |  | Résultats (▼ dom., ► ext.) | Tol | Per | Med |
| ---- | ---------------------- | --- | - | - | - | - | -- | -- | ---- |  | -------------------------- | --- | --- | --- |
| 1    | Deportes Tolima        | 5   | 4 | 2 | 1 | 1 | 8  | 6  | +2   |  | Deportes Tolima            |     | 2-1 | 4-1 |
| 2    | Deportivo Pereira      | 5   | 4 | 2 | 1 | 1 | 7  | 6  | +1   |  | Deportivo Pereira          | 2-2 |     | 2-1 |
| 3    | Independiente Medellin | 2   | 4 | 1 | 0 | 3 | 5  | 8  | -3   |  | Independiente Medellin     | 2-0 | 1-2 |     |

|  | Qualification pour la finale de phase |

#### Groupe B
| Rang | Équipe                 | Pts | J  | G | N | P | Bp | Bc | Diff |
| ---- | ---------------------- | --- | -- | - | - | - | -- | -- | ---- |
| 1    | Cúcuta Deportivo       | 14  | 10 | 6 | 2 | 2 | 19 | 14 | +5   |
| 2    | Atlético Bucaramanga   | 12  | 10 | 5 | 2 | 3 | 15 | 9  | +6   |
| 3    | Independiente Santa Fe | 10  | 10 | 4 | 2 | 4 | 14 | 12 | +2   |
| 4    | CD Los Millonarios     | 10  | 10 | 4 | 2 | 4 | 13 | 15 | -2   |
| 5    | Boca Juniors de Cali   | 8   | 10 | 3 | 2 | 5 | 10 | 14 | -4   |
| 6    | América de Cali        | 6   | 10 | 3 | 0 | 7 | 10 | 17 | -7   |

|  | Qualification pour la finale de phase |

| Résultats (▼dom., ►ext.) | AME | BJC | BUC | CUC | MIL | SFE |
| América de Cali          |     | 2-1 | 0-1 | 0-1 | 1-0 | 1-2 |
| Boca Juniors de Cali     | 1-2 |     | 1-1 | 3-0 | 0-1 | 1-0 |
| Atlético Bucaramanga     | 2-1 | 2-0 |     | 0-0 | 4-1 | 3-0 |
| Cúcuta Deportivo         | 4-3 | 4-0 | 3-1 |     | 2-1 | 1-1 |
| CD Los Millonarios       | 3-0 | 2-2 | 1-0 | 3-1 |     | 1-1 |
| Independiente Santa Fe   | 2-0 | 0-1 | 2-1 | 2-3 | 4-0 |     |

#### Finale de phase
| Équipe 1         | Résultat | Équipe 2        | Aller | Retour | Appui    |
| ---------------- | -------- | --------------- | ----- | ------ | -------- |
| Cucuta Deportivo | 3 - 3    | Deportes Tolima | 1 - 0 | 1 - 2  | 1 - 1 ap |

- Cucuta Deportivo se qualifie après tirage au sort à la pièce.

### Finale nationale
Le vainqueur de la première phase, l'Independiente Medellin, affronte le champion de seconde phase, Cucuta Deportivo.
| Équipe 1         | Résultat | Équipe 2               | Aller | Retour |
| ---------------- | -------- | ---------------------- | ----- | ------ |
| Cucuta Deportivo | 3 - 8    | Independiente Medellin | 3 - 4 | 0 - 4  |

## Bilan de la saison
| Championnat de Colombie de football 1957 |                                   |
| Champion                                 | Independiente Medellin (2e titre) |
| Promotions et relégations                |                                   |
| Promus en Primera A                      | Aucun                             |
| Relégués en Primera B                    | Aucun                             |